# Dragalovci
Dragalovci (cirílico serbio: Драгаловци) es un pueblo localizado en el municipio de Stanari, Bosnia y Herzegovina. Antes de 2014, Dragalovci pertenecía al municipio de Doboj.
La popular cantante Indira Radić viene de este pueblo.

## Demografía
| 1948 | 1953 | 1961 | 1971  | 1981  | 1991  | 2013 |
| -    | -    | -    | 1.204 | 1.312 | 1.031 | 396  |